# Карђеге
Карђеге (итал. Cargeghe) је насеље у Италији у округу Сасари, региону Сардинија.
Према процени из 2011. у насељу је живело 604 становника. Насеље се налази на надморској висини од 322 м.

## Становништво
| 1936. | 1951. | 1961. | 1971. | 1981. | 1991. | 2001. | 2011. |
| ----- | ----- | ----- | ----- | ----- | ----- | ----- | ----- |
| 626   | 689   | 746   | 684   | 624   | 622   | 606   | 644   |